# Казим
Казим (на руски: Казым) е река в Азиатската част на Русия, Западен Сибир, Ханти-Мансийски автономен окръг, Тюменска област, десен приток на река Об.
Дължината ѝ е 659 km, което ѝ отрежда 108-о място по дължина сред реките на Русия.
Реката води началото си от блатата разположени на южния склон на ниското възвишение Северни Ували, на 121 m н.в., в северната част на Ханти-Мансийския автономен окръг, Тюменска област. По цялото си протежение реката тече през силно заблатените райони на Западносибирската равнина в началото (първите около 50 km) в северна посока, а след това до устието си генералната ѝ посока и западна. Руслото на реката изобилства със стотици меандри, изоставени старици, малки езера и блата, а течението е бавно. Влива се отдясно в река Об (в протока Голям Об) при нейния 648 km, на 4 m н.в., на 43 km северозападно от град Белоярски, Ханти-Мансийски автономен окръг.
Водосборният басейн на реката обхваща площ от 35,6 хил. km2, което представлява 1,19% от водосборния басейн на река Об и във водосборния ѝ басейн попадат части на Ханти-Мансийски автономен окръг.
Границите на водосборния басейн на реката са следните:
- на север – водосборните басейни на реките Куноват и Полуй, десни притоци на Об;
- на североизток – водосборния басейн на река Надим, вливаща се в Обския залив на Карско море;
- на юг и югозапад – водосборните басейни на реките Лямин, Назим и други по-малки, десни притоци на Об

Река Казим получава 39 притока с дължина над 20 km, като 5 от тях са с дължина над 100 km:
- 353 → Ун-Вошъйоган 115 / 2440
- 304 → Помут 156 / 2380, при бившето село Помут
- 224 ← Сорум 190 / 5290
- 138 → Амня 374 / 7210, при село Казим
- 62 → Лихън (Лихма) 285 / 4120

Подхранването на реката е предимно снегово. Среден годишен отток 268 m3/s. Замръзва в началото на ноември, а се размразява през втората половина на май.
По течението на реката са разположени 4 населени места: град Белоярски и селата Юилск, Вепнеказимски и Казим.
Плавателна е на 250 km от устието.